# Plunkett & Macleane
Plunkett & Macleane ist ein US-amerikanisch-tschechischer Abenteuerfilm von Jake Scott aus dem Jahr 1999.

## Handlung
Der Film spielt in England im 18. Jahrhundert. Der Straßenräuber Will Plunkett überfällt mit seinem Partner eine Kutsche, als die beiden von der Polizei überrascht werden. Plunketts Partner schluckt einen gestohlenen Edelstein hinunter, wird aber kurz darauf von der Polizei angeschossen. Während Plunkett fliehen kann, wird sein schwer verletzter Partner von dem brutalen Polizeichef Chance zu Tode gefoltert.
Der Zwischenfall wurde von dem zufällig am Tatort anwesenden, verarmten Captain James Macleane beobachtet. Nach der Bestattung von Plunketts Partner schleicht er sich auf den Friedhof, um den Edelstein zu „bergen“, wo er auf Plunkett trifft, der dasselbe vorhat.
Nach einer erneuten Begegnung mit der Polizei und einem gemeinsamen kurzen Gefängnisaufenthalt kann Plunkett Macleane überzeugen, mit ihm Raubüberfälle zu begehen. Macleane hat bald durch seinen Rang, entsprechende Kleidung und seinen alten Freund Lord Rochester den Zugang zu adeligen Kreisen und kann so feststellen, „wo es was zu holen gibt“; gemeinsam überfällt man dann lohnende Opfer. Durch Macleanes galantes Verhalten bei den Überfällen werden die beiden schnell als „Gentlemen Highwaymen“ bekannt und berüchtigt. Chance gelingt es nicht, sie zu fassen.
Auf einem Ball lernt Macleane Rebecca Gibson kennen. Er verliebt sich in sie und wird dadurch unvorsichtig. Bald findet Rebecca heraus, wer hinter den Gentlemen Highwaymen steckt. Als Plunkett bei einem Überfall sein Messer verliert, deckt auch Chance ihre Identität auf und stellt ihnen eine Falle. Plunkett und Macleane können zwar entkommen, erkennen aber, dass sie aufgeflogen sind. Plunkett glaubt, Rebecca habe sie verraten und will nach Amerika fliehen; er muss aber feststellen, dass Macleane ihr sämtliches geraubtes Geld ausgegeben hat. Macleane dagegen glaubt an Rebeccas Unschuld und will sie gemeinsam mit Plunkett aufsuchen; dieser fühlt sich jedoch von Macleane wegen des ausgegebenen Geldes hintergangen und trennt sich von ihm.
Macleane sucht daraufhin Rebecca allein auf, wird dort aber bereits von Chance erwartet und verhaftet. Schnell wird er verurteilt und soll erhängt werden, doch als er schon in Tyburn am Galgen hängt, taucht unvermittelt Plunkett auf und befreit ihn. Die beiden fliehen gemeinsam mit Rebecca und Lord Rochester vom Richtplatz, werden aber von Chance verfolgt. Macleane bleibt kaum Zeit sich zu erholen und sie beschließen nun durch die Kanalisation zu fliehen. Lord Rochester verabschiedet sich, wobei er die ihm von Plunkett gestohlene Anstecknadel von diesem zurück erhält. Während der weiteren Verfolgung lässt sich Plunkett zurückfallen und tötet Chance.
Schließlich wandern Plunkett, Macleane und Rebecca nach Amerika aus.

## Hintergrund
Die beiden Hauptfiguren haben reale Vorbilder, allerdings bemüht der Film sich nicht um eine authentische Nacherzählung der beiden Schicksale. MacLaine wurde gehängt. Dies ist das Langfilm-Regiedebüt von Jake Scott, dem Sohn von Regisseur Ridley Scott. Er drehte zuvor Musikvideos für u. a. R.E.M., Tori Amos und The Smashing Pumpkins. Der Film wurde in London (darunter in Syon House am Londoner Stadtrand), Prag und in Spanien gedreht. Er spielte in den Kinos der USA 475.000 US-Dollar ein, in den britischen Kinos 2,6 Millionen Pfund Sterling.

## Kritiken
Roger Ebert schrieb in der Chicago Sun-Times vom 4. Oktober 1999, dass der Film nicht gelungen sei. Ganz besonders kritisierte er die Regie. Ella Taylor befand den Film in LA Weekly als „unzüchtig“, „geschmacklos“ und stellenweise „zu brutal“. Die Deutsche Film- und Medienbewertung FBW in Wiesbaden verlieh dem Film das Prädikat wertvoll.

## Belege
1. ↑  Drehorte für Plunkett & Macleane
2. ↑  Business Data for Plunkett & Macleane
3. ↑  Kritik von Roger Ebert
4. ↑  www.metacritic.com